# Проспект Фрунзе (Ярославль)
Проспе́кт Фру́нзе (бывшая Самоходная улица) — проспект в южной части города Ярославля, главная улица районов Сокол и Дядьково. Начинается от Московского проспекта, пересекает Суздальское шоссе и тянется до Костромского шоссе.
Начало современного проспекта — бывшая Самоходная улица, которая возникла в 1930-х годах в поселке железнодорожных рабочих. Название отражало расположение улицы на месте железнодорожной ветки от Московского вокзала до пристаней на Волге («самоходка» — обиходное название дрезины). Прямая часть проспекта от поселка Сокол до реки Дунайки — бывшая взлётно-посадочная полоса аэродрома «Дядьково», существовавшего в 1942—1970-х годах.
В январе 1986 года Самоходная улица переименована в проспект Фрунзе в честь М. В. Фрунзе (1885—1925) — революционера, назначенного в 1918 году комиссаром Ярославского военного округа. В 1918—1919 годах он несколько раз приезжал в Ярославль для налаживания работы местного советского и партийного аппарата, проверял подготовку воинских частей, отправляемых из Ярославля на фронт, выступал на общегородском митинге трудящихся.
В 1986 году на пересечении проспекта Фрунзе и Московского проспекта в напротив Московского железнодорожного вокзала и перед зданием администрации Фрунзенского района был установлен памятник М. В. Фрунзе. Авторы проекта — скульптор А. А. Бичуков и архитектор С. Е. Новиков. Памятник представляет собой бюст Фрунзе, водружённый на строгий прямоугольный постамент из красного мрамора. Перед памятником — цветник и площадка, за ним — полукруглый парапет, ограничивающий пространство вокруг памятника.
В 1990-х проспект Фрунзе был продлён до Костромского шоссе.

## Здания и сооружения
- № 2 корп. 2 — Фрунзенский районный суд города Ярославля
- № 30 — Торговый центр «Аксон»
- № 32 — Торговый центр «Метро»
- № 54 — Храм в честь Ярославской иконы Божией Матери